# Donghe
För andra betydelser, se Donghe (olika betydelser).
Donghe är ett stadsdistrikt i Baotou i den autonoma regionen Inre Mongoliet i norra Kina.
1. ↑  http://www.geohive.com/cntry/CN-15_ext.aspx